# Pterapherapteryx approximata
Pterapherapteryx approximata là một loài bướm đêm trong họ Geometridae.